# Dansa Kourouma

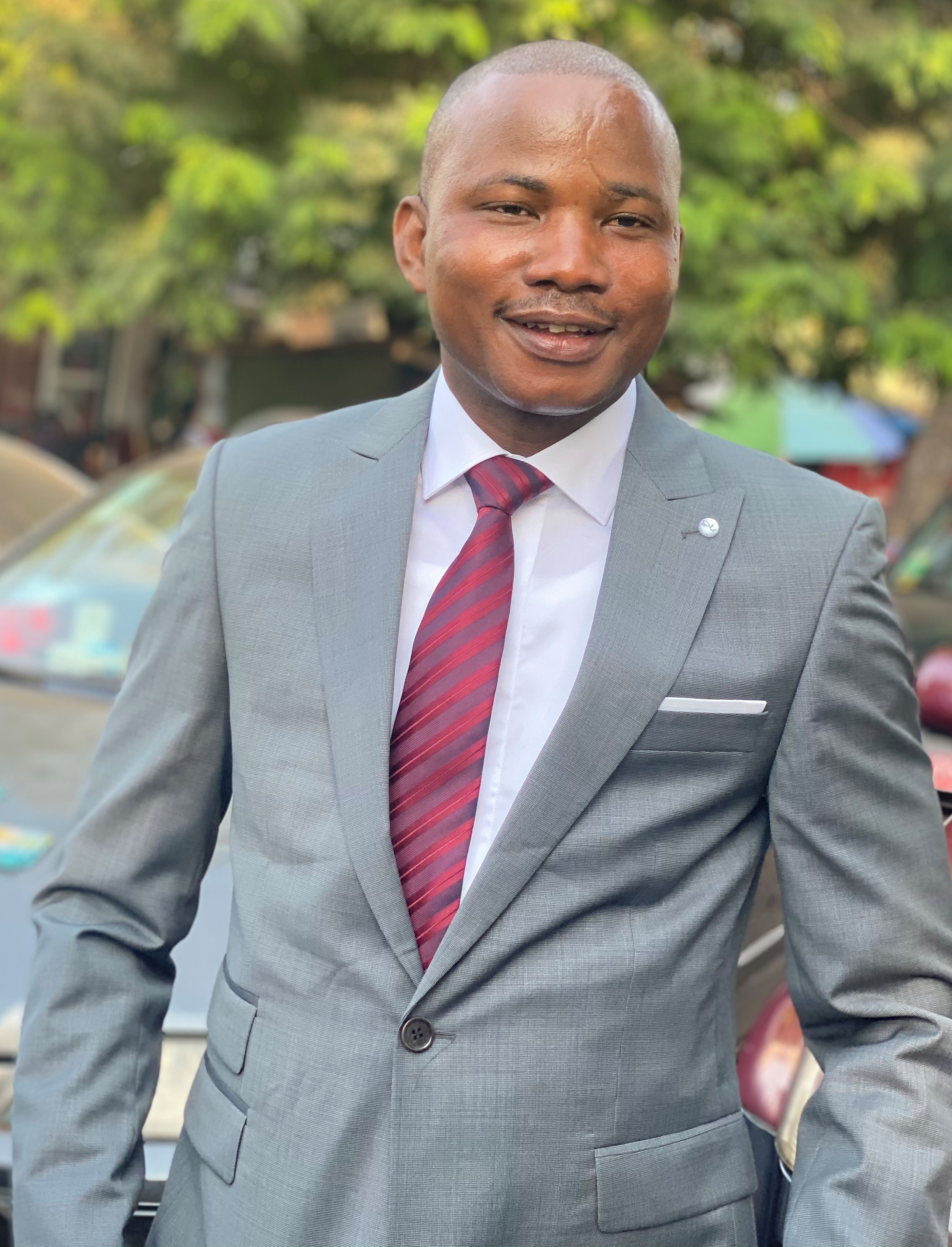
Dansa Kourouma

Pour les articles homonymes, voir Kourouma.
Dansa Kourouma (), né le 9 février 1980 à Faranah en République de Guinée, est un acteur de la société civile, médecin et expert électoral.
Il est membre du Conseil national de la transition de 2010 à 2014, dont il est porte-parole, puis du Conseil national de la transition de Guinée, dont il est président depuis le 22 janvier 2022.
Il est président du conseil national des organisations de la société civile guinéenne (CNOSCG),, vice-Président du réseau ouest africain de surveillance électorale et président de la plateforme citoyenne de surveillance des élections en Guinée - Regard du peuple (RdP).

## Biographie

### Enfance, formation et débuts
Dansa Kourouma fait ses études pré-universitaires à Faranah notamment à l'école primaire Alpha Yaya Diallo de Faranah de 1984 à 1990, le collège de Faranah entre 1990 et 1994 et au lycée Gamal Abdel Nasser de Faranah de 1994 à 1997.
Après le Baccalauréat, il rejoint la capitale Conakry pour des études de médecine à l'université Gamal-Abdel-Nasser de Conakry de 1998 à 2004 où il est doctorant en médecine.
De 2007 à 2009, il fait une licence professionnelle en gestion des programmes et projets de l'institut professionnel de formation en gestion de Conakry.
Puis de 2009 à 2013, il devient diplômé en expertise médicale en réparation juridique du dommage corporel de l'université Cheikh-Anta-Diop de Dakar.
Depuis 2018, il est chargé de cours en master gouvernance et élections à l’Université Cheick Modibo Diarra.

### Parcours professionnel

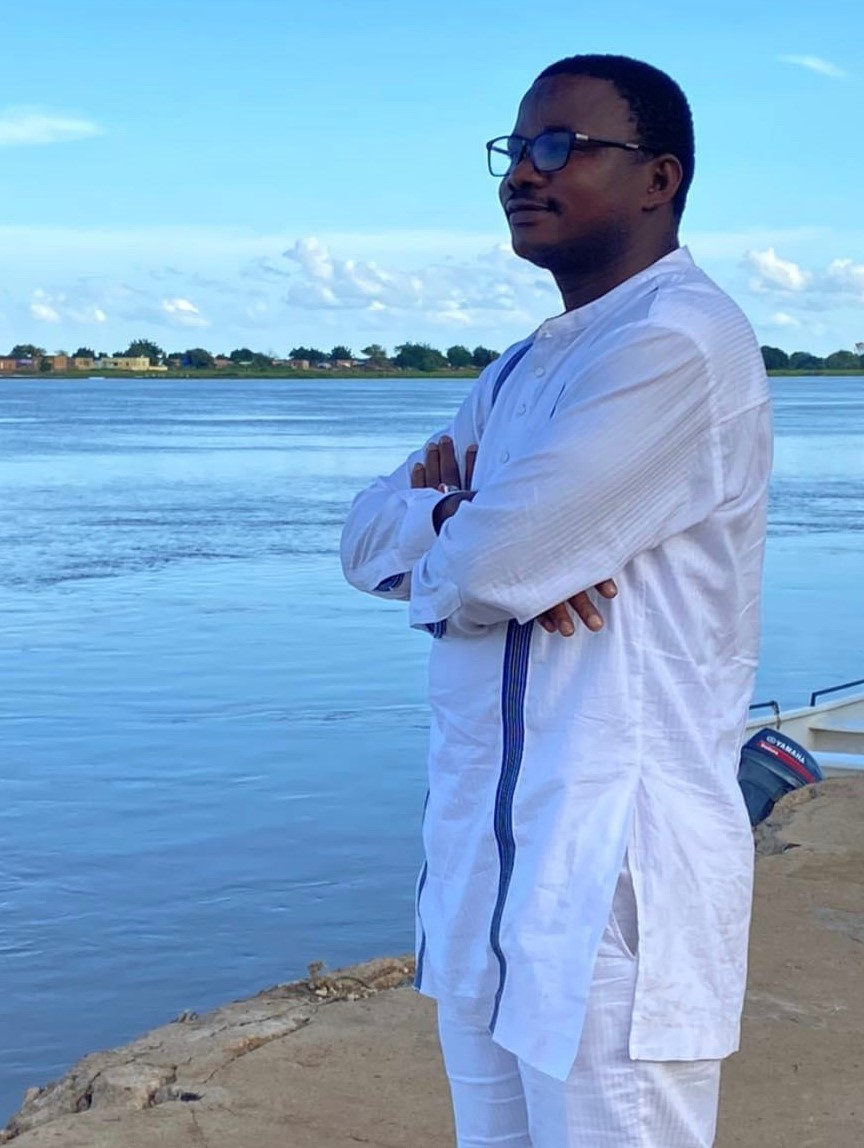
Dansa Kourouma

Il est président de la plateforme citoyenne de surveillance des élections en Guinée (Regard du peuple RdP) et président du conseil national des organisations de la société civile guinéenne (CNOSCG) depuis 2014.
Dansa Kourouma est le directeur exécutif de l’observatoire de gouvernance et de la redevabilité (OCGR), cumulativement président par intérim du forum de la société civile de la CEDEAO,.
Au cours des élections en 2017 à Accra, il devient vice-président du réseau ouest africain de surveillance électorale (WAEON-Ghana) et en 2019 à Lomé, vice-président du réseau panafricain sur la lutte contre la prolifération des armes en Afrique (REPPA).
Lors du double scrutin du 22 mars 2020, il est le coordinateur général de la plate-forme nationale de surveillance électorale (REGARD du Peuple).
D'octobre à novembre 2018, il est membre du groupe d’experts nationaux pour la relecture du code électoral et président du comité de suivi des recommandations de Kindia sur les réformes électorales.
Depuis 2016, il est membre du Conseil national de la statistique. L'année précédente, il est élu président de la plate-forme de surveillance électorale « Regard citoyen » une coalition qui a observé les élections présidentielles de 2015 en Guinée.

### Parcours politique
De 2010 à 2014, il est membre du parlement transitoire en tant que troisième secrétaire exécutif et porte-parole du Conseil national de la transition de la Guinée (CNT),.
Après le coup d'état du 5 septembre 2021, le CNRD met en place le Conseil national de la transition de Guinée fin 2021 dont il devient le président le 22 janvier 2022.

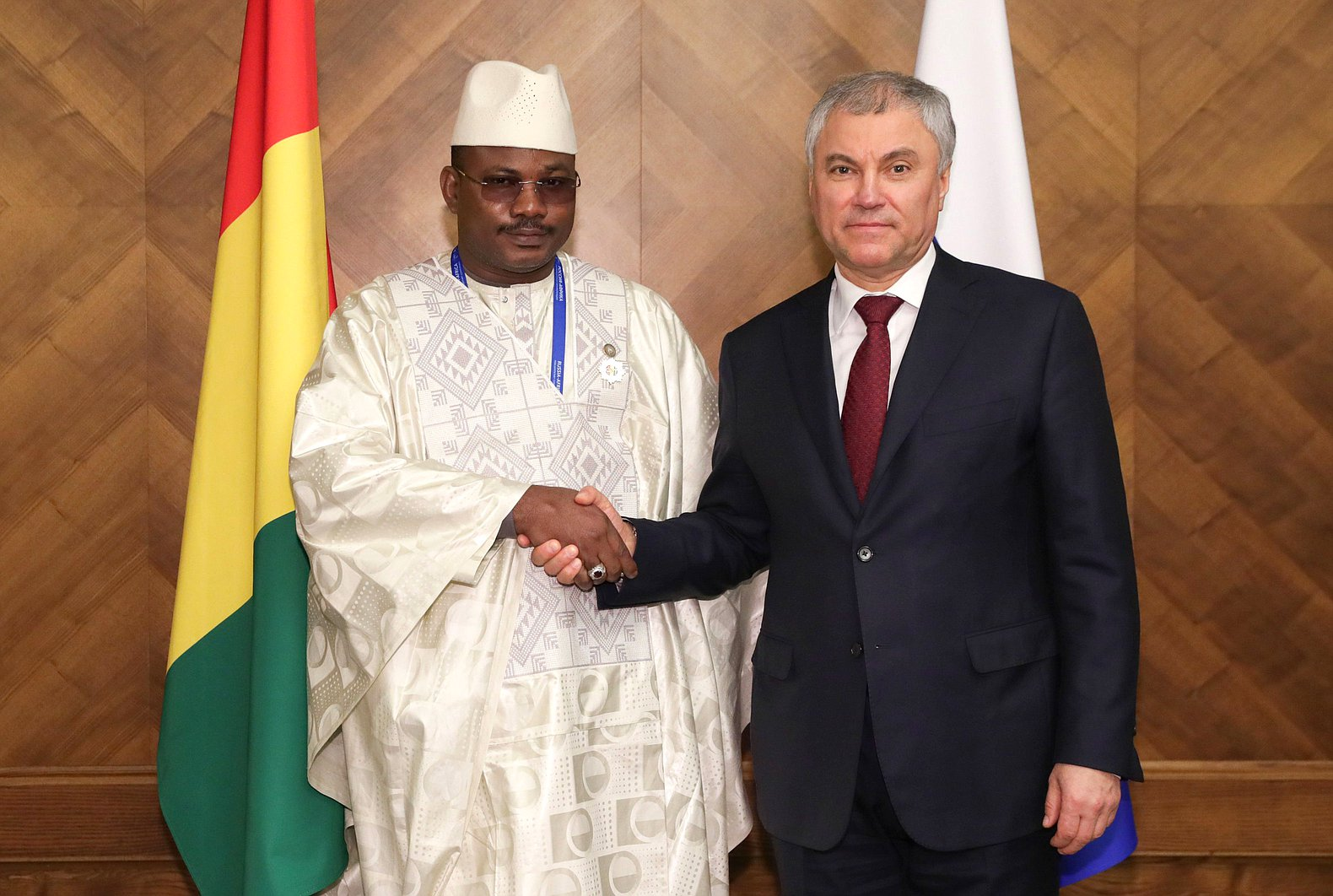
Le président de la Douma d'État Viatcheslav Volodine et le président du Conseil national de transition de la République de Guinée Dansa Kourouma en 2023

### International
Le 6 octobre 2022, le président du Mali le Colonel Assimi Goïta et le président du Conseil national de la transition du Mali Malick Diaw le reçoivent en audience dans le cadre du renforcement des liens d’amitié et de coopération entre Conakry et Bamako.
Le 11 octobre 2022, Dansa Kourouma participe à la 145e assemblée de l’union interparlementaire (UIP) de Kigali.
Dansa Kourouma participe à la conférence de Lomé sur la lutte contre le terrorisme et l'extrémisme violent et le 21 janvier 2023, le président togolais Faure Gnassingbé le reçoit en audience.
Le 27 mars 2024, sous sa présidence, il procède à la pause de la première pierre de la construction du siège de l'assemblée nationale de Guinée au centre directionnel de Koloma tout en adressant un hommage aux victimes du Kaporo rails.

## Prix et reconnaissances
- 2019 : Prix de la performance décerné par la structure COPE-Guinée ;
- 2023 : Ligue universelle du bien public du sénat français au Palais de Luxembourg[18],[19] ;
- 2023 : Doctorat honoris causa en leadership de la Triune Biblical University au Canada[20],[21] ;
- 2024 : KISS humanitarinan award 2019[22],[23] ou Prix international Kalinga pour l'humanitaire 2019 à Bhubaneswar, dans l’État de l’Odisha en Inde[24],[25],[26].